# エリサヴェト (ギリシャ王妃)
エリサヴェト・ティス・ルマニアス（ギリシャ語：Ελισάβετ της Ρουμανίας, 1894年10月12日 - 1956年11月14日）は、ルーマニア王フェルディナンド1世の王女でギリシャ王ゲオルギオス2世の王妃。 
ルーマニア語名はエリサベタ・ア・ロムニエイ（Elisabeta a României）。 

## 生涯

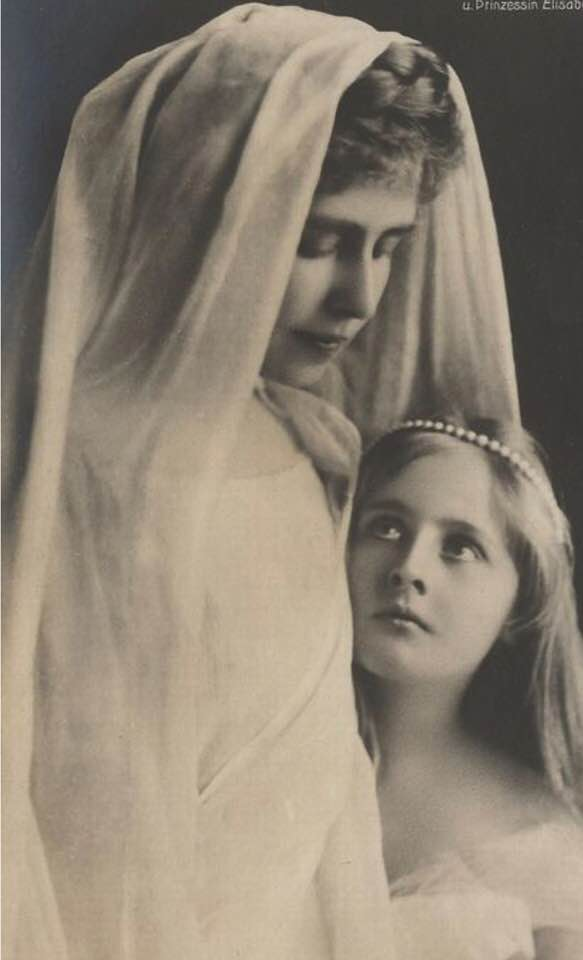
母マリアと幼少期のエリサベタ

のちにルーマニア王フェルディナンド1世となるルーマニア王太子フェルディナンドとその妃マリア（イギリス女王ヴィクトリアの孫）の第2子長女として、ペレシュ城（ムンテニア地方プラホヴァ県シナヤ）で生まれた。カロル2世は兄、ユーゴスラビア王妃マリアとオーストリア大公妃イレアナは妹にあたる。
愛称はリサベタ(Lisabetha)またはリジー(Lizzy)。
生後すぐに両親から離され、兄カロルと共に大叔父のルーマニア王カロル1世と王妃エリサベタに育てられた。内向的な性格だったことから人との付き合いの上では孤立していたが、兄カロルとは成長後も親しく付き合っていた。 
幼少期に祖父であるホーエンツォレルン侯レオポルトに宛てて送っていた手紙が、ドイツのバーデン・ヴュルテンベルク州ジグマリンゲンにあるジグマリンゲン州立アーカイブ（Staatsarchiv Sigmaringen）に保存されている。

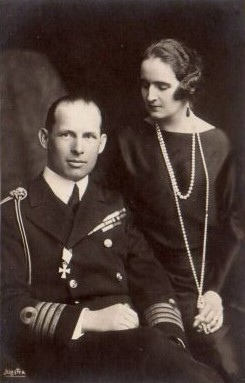
王太子ゲオルギオスと王太子妃エリサヴェト、1921年撮影

1921年2月27日、ギリシャ王太子ゲオルギオスとブカレストで結婚する。夫となったゲオルギオスに情熱を感じず、そして第一次世界大戦後のギリシャでは政治的混乱を経験した。結婚後数ヶ月で妊娠したが、イズミルへの公式視察中に流産し、その後子どもができることはなかった。 
コンスタンティノス1世の退位により、夫がゲオルギオス2世として1922年にギリシャ王になった頃には、希土戦争の勃発後アテネにやって来た避難民の救援活動に関わった。その頃の革命的情勢の台頭によって健康状態に影響を受けたが、1923年12月に夫と共にギリシャを去って安定した。2人はブカレストに落ち着き、1924年3月25日に退位した。 
ルーマニアでは、ゲオルギオス2世との夫婦関係は悪化し、1935年に離婚した。離婚後の生活は以前からの愛人である銀行家アレクサンドル・スカナヴィに財政的な助言を受け、安定的に財産を蓄えた。1938年に母マリア王妃が亡くなり、1940年にカロル2世が退位した後はルーマニアのファーストレディの役割を担った。 第二次世界大戦の末期にはルーマニア共産党と近い繋がりを築き、甥のミハイ1世に対して公然と陰謀を企て、国王の「赤い叔母」と呼ばれた。しかし1947年にルーマニア社会主義共和国の建国が宣言された時には共産主義者との繋がりがあったにもかかわらず、母国から追放される事を余儀なくされた。 
追放後はスイスのチューリッヒに移り、その後南フランスのカンヌで暮らした。約30歳年下である芸術家志望のマルク・ファヴラと恋愛関係になり、最終的には亡くなる3ヶ月前に養子縁組をした。 
1956年11月14日にカンヌの自宅で亡くなった。

## 系譜
| エリサヴェト | 父: フェルディナンド1世 (ルーマニア王) | 祖父: レオポルト・フォン・ホーエンツォレルン＝ジグマリンゲン        | 曽祖父: カール・アントン (ホーエンツォレルン＝ジグマリンゲン侯) |
| エリサヴェト | 父: フェルディナンド1世 (ルーマニア王) | 祖父: レオポルト・フォン・ホーエンツォレルン＝ジグマリンゲン        | 曽祖母: ヨゼフィーネ・フォン・バーデン                          |
| エリサヴェト | 父: フェルディナンド1世 (ルーマニア王) | 祖母: アントニア・マリア・フォン・ポルトゥガル                      | 曽祖父: フェルナンド2世 (ポルトガル王)                          |
| エリサヴェト | 父: フェルディナンド1世 (ルーマニア王) | 祖母: アントニア・マリア・フォン・ポルトゥガル                      | 曽祖母: マリア2世 (ポルトガル女王)                              |
| エリサヴェト | 母: マリア (ルーマニア王妃)            | 祖父: アルフレート (ザクセン＝コーブルク＝ゴータ公)                 | 曽祖父: アルバート (ザクセン＝コーブルク＝ゴータ公子)           |
| エリサヴェト | 母: マリア (ルーマニア王妃)            | 祖父: アルフレート (ザクセン＝コーブルク＝ゴータ公)                 | 曽祖母: ヴィクトリア (イギリス女王)                             |
| エリサヴェト | 母: マリア (ルーマニア王妃)            | 祖母: マリア・アレクサンドロヴナ (ザクセン＝コーブルク＝ゴータ公妃) | 曽祖父: アレクサンドル2世 (ロシア皇帝)                          |
| エリサヴェト | 母: マリア (ルーマニア王妃)            | 祖母: マリア・アレクサンドロヴナ (ザクセン＝コーブルク＝ゴータ公妃) | 曽祖母: マリア・アレクサンドロヴナ (ロシア皇后)                 |